# 喬孔塔

喬孔塔是哥倫比亞的城鎮，位於該國中部，由昆迪納馬卡省負責管轄，距離首府波哥大75公里，始建於1538年9月6日，面積301平方公里，海拔高度2,689米，2005年人口19,054，人口密度每平方公里63.3人。

## 外部連結
- （西班牙文） Government of Cundinamarca; Choconta
- （西班牙文） Choconta official website（页面存档备份，存于）

5°09′N 73°41′W / 5.150°N 73.683°W